# گوتشناگرات
گوتشناگرات (به لاتین: Gotschnagrat) یک کوه در سوئیس است که در کانتون گراوبوندن واقع شده‌است. گوتشناگرات ۲٬۲۹۷ متر بالاتر از سطح دریا واقع شده‌است.